# Tollefson-Nunatak
Der Tollefson-Nunatak ist ein 1700 m hoher Nunatak im westantarktischen Ellsworthland. Er ragt 8 km westlich des Olander-Nunatak auf und gehört zu einer Reihe verstreuter und isolierter Nunatakker 60 km nördlich der Merrick Mountains.
Der United States Geological Survey kartierte ihn anhand eigener Vermessungen und Luftaufnahmen der United States Navy aus den Jahren von 1961 bis 1967. Das Advisory Committee on Antarctic Names benannte ihn 1968 nach Truman W. Tollefson (1940–2004), der 1963 als Bauelektriker auf der Eights-Station tätig war.